# Pop barocco
Il pop barocco, dall'inglese baroque pop (anche noto come baroque rock, chamber pop, chamber rock e english baroque), è un genere musicale che mescola il rock con elementi di musica classica, sorto a metà degli anni sessanta del XX secolo.

## Storia

### Origini

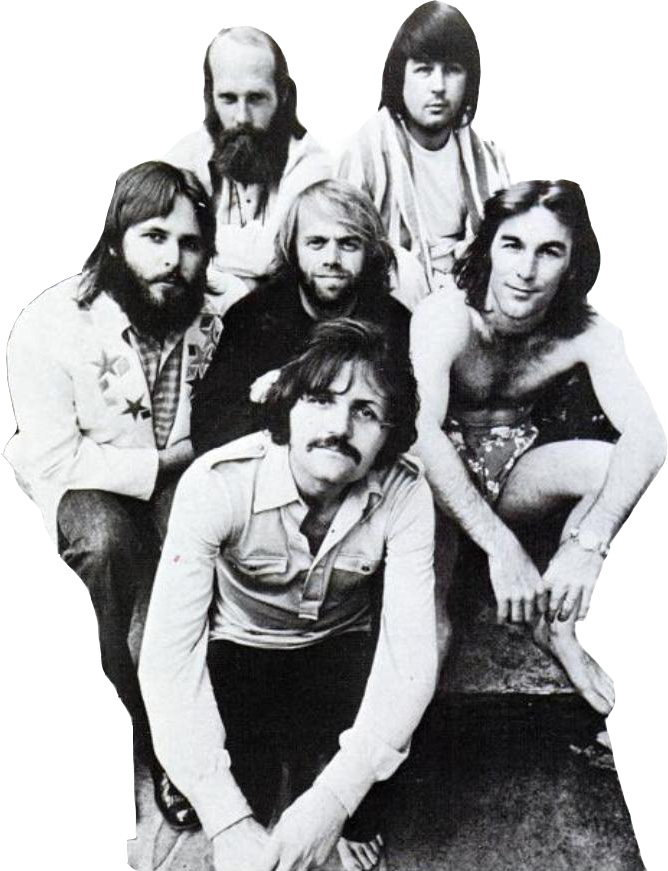
I Beach Boys nel 1971

Le origini esatte del pop barocco sono difficili da determinare con certezza. Nei primi anni sessanta Burt Bacharach aveva già sperimentato strumentazione inusuale, come il flughelhorn (il flicorno soprano, un ottone con una timbrica a metà tra la tromba e il corno) in alcune canzoni, tra le quali Walk On By (1963), e la tecnica di registrazione del "wall of sound" ideata da Phil Spector aveva fatto uso di vari strumenti, tra i quali molti associati con la musica classica.
Il gruppo britannico The Zombies, con il singolo She's Not There (1964) è spesso citato come uno dei primi esempi di questo stile, ma, sebbene la canzone abbia molte delle caratteristiche armoniche del baroque pop più tardo, non faceva uso di strumenti classici. Ciò fu comunque fonte di ispirazione per il musicista di New York Michael Brown nel formare il gruppo The Left Banke, il cui singolo Walk Away Renée (1966), che utilizzava un clavicembalo e un quartetto d'archi, è solitamente riconosciuto come il primo singolo baroque pop. Il termine apparve per la prima volta proprio nel materiale promozionale della band la quale veniva presentata come tale.
Nel 1965 i Beatles beneficiarono della preparazione classica di George Martin, che usò un quartetto d'archi nella produzione di Yesterday e Eleanor Rigby. Inoltre un clavicordo e un assolo di corno francese furono introdotti da McCartney nel suo brano For No One del 1966, contenuto nell'album Revolver dei Beatles.
Nel 1966 i Rolling Stones registrarono Lady Jane, con Brian Jones al cembalo. Forse l'opera più influente di questo stile fu l'uso di questo tipo di strumentazione da parte di Brian Wilson nell'album Pet Sounds dei Beach Boys (1966), che fu in seguito molto imitato.
Il genere mostrò grandissime affinità e somiglianze con quello del sunshine pop (o soft pop) il quale spesso si distingueva dal baroque pop essenzialmente per maggiori elementi folk pop e Brill Building.

### L'apice
Il pop barocco raggiunse un breve picco di popolarità nel periodo tra il 1967 e l'inizio degli anni settanta, cioè tra il declino dell'epoca psichedelica e il sorgere del rock progressivo, che assorbì influenze classiche più vaste.
Esso è chiaramente presente negli album Sgt. Pepper's Lonely Hearts Club Band (1967) e White Album (1968) dei Beatles, Days of Future Passed (1967) dei The Moody Blues, The Kinks Are the Village Green Preservation Society (1968) dei The Kinks e Odessa (1969) dei Bee Gees; in singoli come A Whiter Shade of Pale (1967) dei Procol Harum, con la sua introduzione bachiana, e come I Can't Let Maggie Go (1968) degli Honeybus. Appartiene a questo genere di 'sound' anche la celebre Rain and Tears (1968) del trio Aphrodite's Child, ivi ispiratosi a Pachelbel.

### Declino e revival (anni '70 - presente)
Il baroque pop declinò nel corso degli anni settanta, dominati dal punk, hard rock e discomusic, nonostante ciò continuò a venir prodotta musica che seguiva le regole del genere. Sia il Philadelphia soul degli anni '70 che il chamber pop degli anni '90 incorporavano lo spirito del baroque pop seppur il secondo si distanziò maggiormente dall'estetica musicale del genere. Influenze del genere cominciarono successivamente a intravedersi tra gli anni '90 e 2010 nel lavoro di gruppi come i Divine Comedy.
Il Baroque pop moderno, caratterizzato da arrangiamenti orchestrali o composizioni di stile classico, si situa in generale all'interno della musica indie, e può essere visto come una reazione alle produzioni bassa fedeltà degli anni novanta. A volte la tradizionale strumentazione del pop è completamente eliminata.
Molti artisti che mostrarono influenze dal baroque pop a partire dagli anni '90 possono essere classificati sotto diversi generi tra i quali indie rock, alternative rock, folk, Britpop, musica psichedelica, e dream pop.
Il termine "pop barocco" o "pop baroque" è stato usato anche per indicare una corrente d'arte contemporanea figurativa che rivisita i temi barocchi e la ritrattistica d'epoca in chiave Pop Art. Emblematici i parrucconi Pop Barocchi , ritratti di personaggi storici con immense parrucche barocche. Presentata due volte alla Biennale di Venezia , ha come Caposcuola in Italia l'artista Beatrice Feo Filangeri. L'artista britannico pop barocco Alan MacDonald crea dipinti apparentemente tradizionali che hanno una nota sovversiva in agguato sotto la superficie. Nelle sue opere dipinge ritratti nello spirito dei maestri olandesi, in cui incorpora prodotti o oggetti moderni.

## Caratteristiche
Il pop barocco si caratterizza per l'introduzione di elementi di musica classica all'interno della composizione e registrazione di brani rock o pop rock, ma anche un brano fatto interamente in modo da ricordare un pezzo classico. La strumentazione propria di questo stile non è quella tradizionale del rock e comprende strumenti quali clavicembalo, oboe, violoncello, violino e corno. Lo stile ha raggiunto la sua massima popolarità prima dell'avvento del sintetizzatore e del campionatore, quindi nelle registrazioni si odono i suoni dei veri strumenti, normalmente suonati da professionisti convocati per esecuzioni mirate all'interno di progetti ben precisi. Il pop barocco si distingue dal rock progressivo, che utilizza anch'esso strumentazione classica, per la struttura generalmente più semplice delle sue composizioni, vicina al pop tradizionale, e per il testo spesso dal contenuto più mainstream, in contrasto con i testi più concettuali generalmente associati al rock progressivo.
Fra gli artisti più famosi correlati al pop barocco si contano oltre ai Left Banke e alcune produzioni dei The Beatles, i Love, Lee Hazlewood, Van Dyke Parks e The Free Design.
Artisti successivi che mostrarono influenze dal baroque pop furono The Divine Comedy, Belle and Sebastian, The Decemberists, Scott Walker, Jeremy Enigk, Neutral Milk Hotel, Mercury Rev, Of Montreal, Archer Prewitt, Pernice Brothers,, i Tindersticks. ma anche artisti come gli Electric Light Orchestra e i Panic! at the Disco.